# Neoplatyura modesta
Neoplatyura modesta är en tvåvingeart som först beskrevs av Johannes Winnertz 1863.  Neoplatyura modesta ingår i släktet Neoplatyura och familjen platthornsmyggor. Arten är reproducerande i Sverige. Inga underarter finns listade i Catalogue of Life.